# Área de Trabalho Remota do Chrome
A Área de Trabalho Remota do Chrome (Chrome Remote Desktop) é um programa de área de trabalho remota, criado pelo Google, que permite o usuário controlar remotamente   outro computador por meio de uma ferramenta própria também desenvolvido pelo Google, chamado internamente de Chromoting . O protocolo transmite todas as ações do teclado e do mouse do cliente para o servidor, retransmitindo todas as atualizações da tela do sistema na outra direção por meio de uma rede de computadores. Esse recurso, portanto, consiste em uma ferramenta de servidor para o computador que faz o host e uma ferramenta de cliente no computador que acessa o servidor remoto. Esse programa usa um protocolo próprio, ao invés de usar o RDP - Remote Desktop Protocol comum (que foi criado pela Microsoft ).

## Programa
O cliente Chrome Remote Desktop era no seu projeto original, uma extensão do Google Chrome da Chrome Web Store que exigia o Google Chrome ; a extensão está obsoleta e um portal da web está disponível em remotedesktop.google.com . O navegador precisa suportar WebRTC e outros "recursos que um navegador moderno atual possua" que não foi explicitado. O software cliente também está disponível para Android e iOS .
Se o computador for utilizado como host para acesso remoto, a fim de oferecer suporte remoto e administração do sistema, um pacote de servidor será baixado. Deve ser usado um navegador baseado em Chromium que ofereça suporte para extensões do Chromium, como Google Chrome ou Microsoft Edge. Está disponível para Microsoft Windows, OS X, Linux e ChromeOS .
O Chrome Remote Desktop oferece como opção uma conexão permanente e pré-autorizada a um computador remoto, projetada para permitir que um usuário se conecte remotamente a outra de suas próprias máquinas, sem a necessidade de autorização no momento da conexão. Por outro lado, o Suporte Remoto foi projetado para conexões remotas de curta duração e exige que um operador no computador remoto participe da autenticação, já que o login do suporte remoto é feito por meio de senhas PIN geradas pelo operador humano do host remoto. Esta forma de conexão também bloqueará temporariamente em algum momentos o controle do usuário conectado, exigindo que a pessoa na máquina host clique em um botão para "Continuar compartilhando" com o cliente conectado. 
No Windows, ele suporta copiar e colar entre os dois dispositivos e também o compartilhamento de áudio em tempo real, mas não tem a opção de desabilitar o compartilhamento do fluxo de áudio. Infelizmente, em outros sistemas operacionais, a transmissão do áudio pode não funcionar corretamente, ou até nem funcionar. O software é limitado a 100 clientes conectados. A tentativa de adicionar mais PCs após atingir 100 resultará em um erro de “falha ao registrar o computador”.

## Links externos
- Site oficial